# إريس تشانغ
إريس تشانغ (بالصينية: 张纯如) (و. 1968 – 2004 م) هي مؤرخة، وصحفية، وكاتِبة أمريكية، ولدت في برينستون، توفيت في لوس غاتوس، سانتا كلارا، كاليفورنيا، عن عمر يناهز 36 عاماً، بسبب إصابة بعيار ناري.

## التعليم
تعلمت في جامعة جونز هوبكينز.

## روابط خارجية
- إريس تشانغ على موقع IMDb (الإنجليزية)
- إريس تشانغ على موقع إن إن دي بي (الإنجليزية)